# Ichneumon canadicola
Ichneumon canadicola är en stekelart som beskrevs av Heinrich 1961. Ichneumon canadicola ingår i släktet Ichneumon och familjen brokparasitsteklar. Inga underarter finns listade i Catalogue of Life.